# باتريسيا بيريز
باتريسيا بيريز (بالإسبانية: Patricia Pérez Peña) هي لاعبة كرة قدم مكسيكية، ولدت في 17 ديسمبر 1978 في غوادالاخارا في المكسيك. شاركت مع منتخب المكسيك لكرة القدم للسيدات. أما مع النوادي، فقد لعبت مع نادي برشلونة لكرة القدم للسيدات ونادي برشلونة.

## وصلات خارجية
- باتريسيا بيريز على موقع الاتحاد الدولي (مؤرشف)  (الإنجليزية)
- باتريسيا بيريز على موقع قاعدة بيانات كرة القدم.إي يو (الإنجليزية)
- باتريسيا بيريز على موقع أوليمبيديا (الإنجليزية)